# Schausia variata
Schausia variata är en fjärilsart som beskrevs av Chandeze. 1927. Schausia variata ingår i släktet Schausia och familjen nattflyn. Inga underarter finns listade.